# Voile de la Mariée

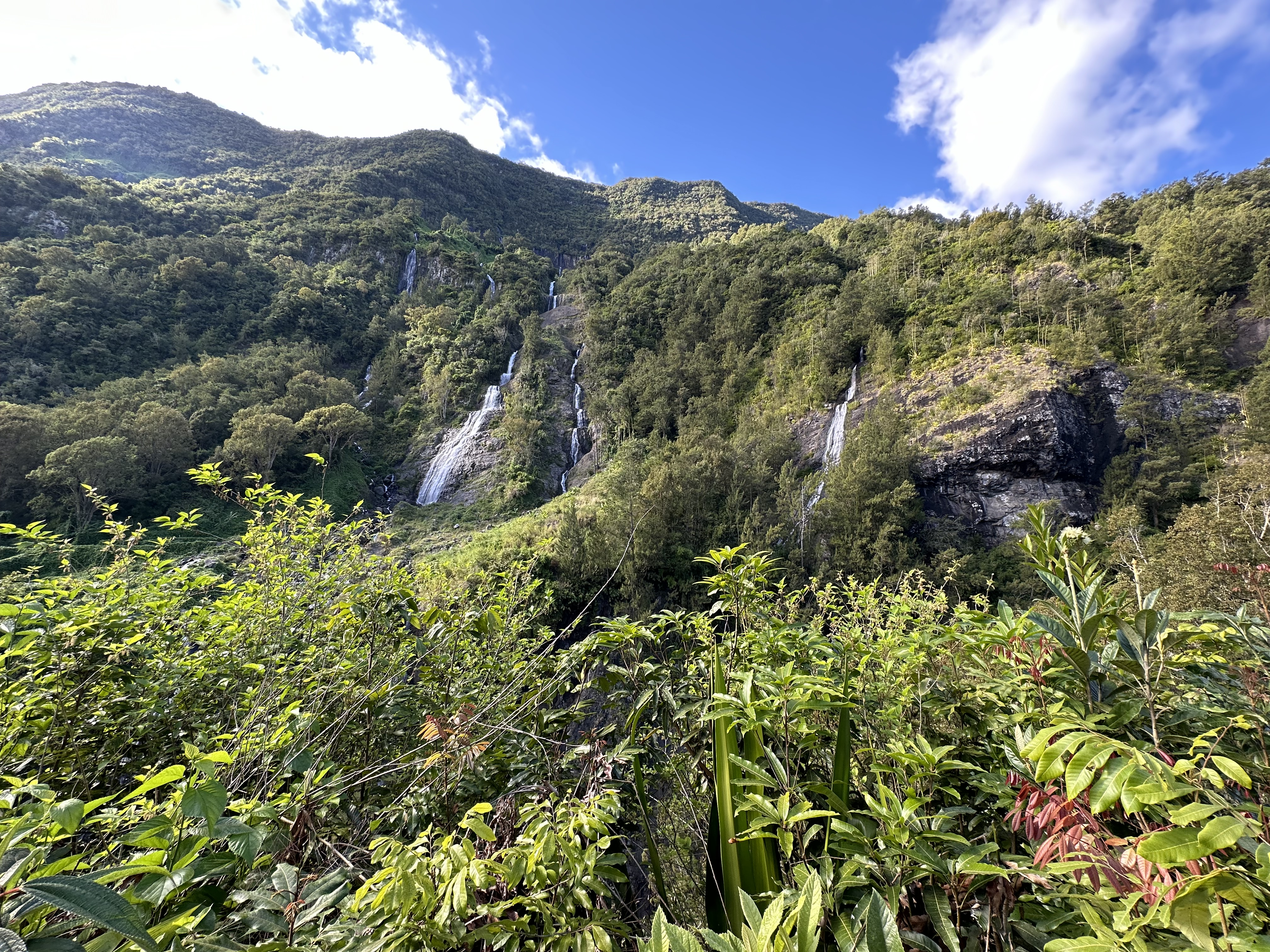
Wasserfall Brautschleier, 2024

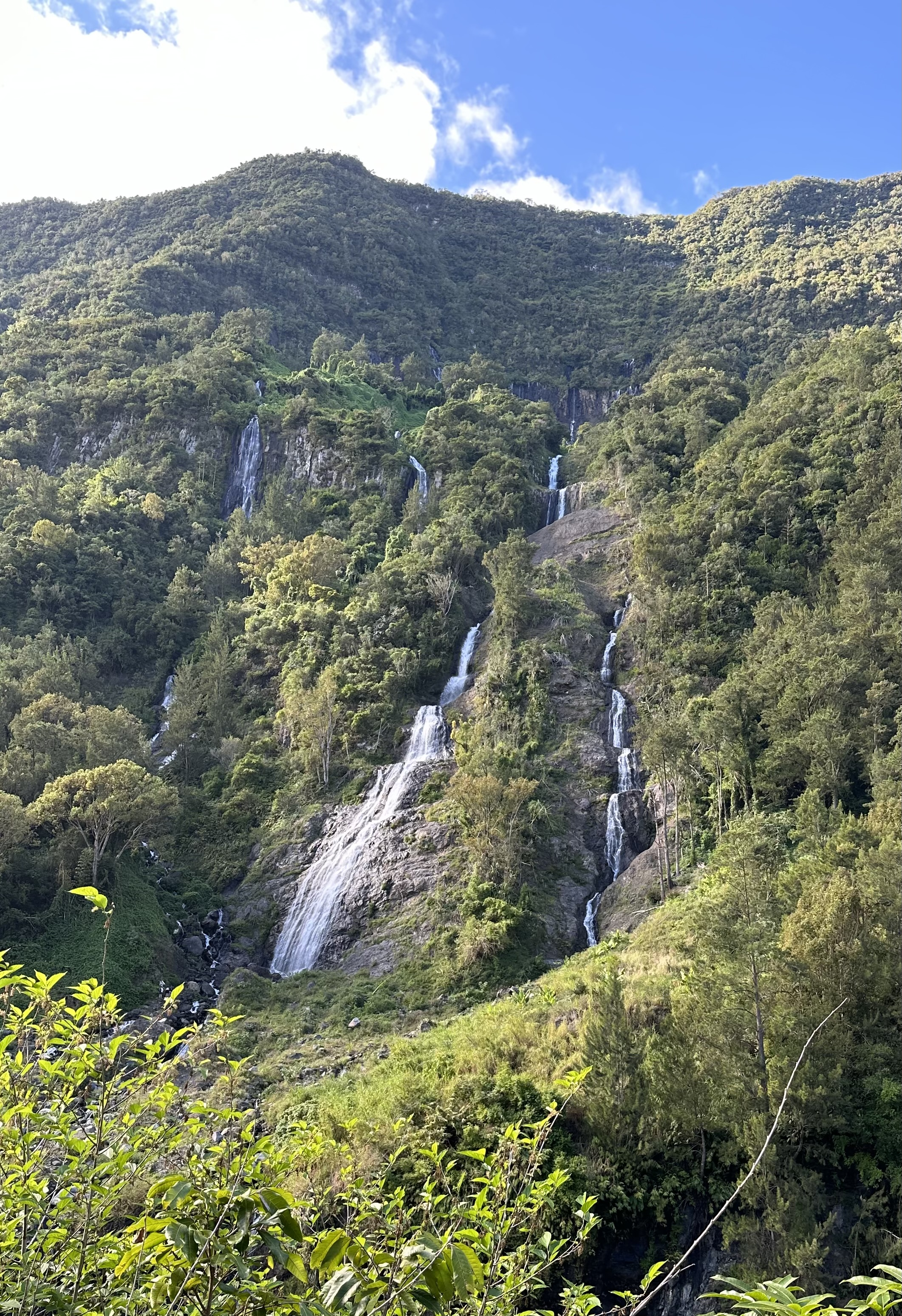
Linker Teil

Der Brautschleier (französisch Voile de la Mariée) ist ein Wasserfall auf der im Indischen Ozean gelegenen französischen Insel Réunion.

## Lage und Beschaffenheit
Der Wasserfall befindet sich im Inselinneren in der Gemeinde Salazie im Talkessel Cirque de Salazie, südlich der Orte Petit Sable und Ilet des Bananiers. Er wird von mehreren Gebirgsbächen gebildet, die hier in die Rivière du Mât stürzen. Westlich des Wasserfalls, auf der anderen Seite des Flusses, verläuft die Salazie mit dem südlich gelegenen Hell-Bourg verbindende Straße D 48.
Der Fuß des Brautschleiers liegt auf einer Höhe von etwa 450 Metern, wobei der Wasserfall aus verschiedenen einzelnen Fällen besteht, die auf einer Breite von etwa 100 Metern ins Tal stürzen.

## Sage
Zum Wasserfall besteht eine Sage. Danach hatte sich ein reicher Mann mit seiner schönen Frau und ihrer gemeinsamen Tochter im Talkessel von Salazie niedergelassen. Nach dem Tod seiner Frau lebte er allein mit seiner Tochter, die ihrer Mutter jedoch so ähnlich sah, dass er sie bei sich behalten wollte und alle Heiratsanträge ablehnte. Der vom Vater eingestellte Gärtner verliebte sich jedoch unsterblich in die Tochter, die diese Liebe auch erwiderte. Der Vater verbot jedoch auch diese Beziehung und sperrte seine Tochter zu Hause ein. Es gelang ihr jedoch zu entkommen. Die beiden Liebenden beschlossen sofort in der Kirche von Salazie zu heiraten. Der Vater bemerkte dies jedoch und lief zur Kirche, wo er aus Verzweiflung schrie. Nach einer anderen Version, soll er versucht haben mit einem Säbel den Bräutigam zu töten. Dem Paar gelang es zu fliehen. Die Braut sah auf der Flucht, gehindert durch ihren Brautschleier den Abgrund nicht und stürzte hinab. Ihr Brautschleier habe sich jedoch gelöst und blieb an einem Ast hängen. Er soll so dem Wasserfall den Namen gegeben haben. Der Vater soll danach viele Jahre regelmäßig an der Spitze des Wasserfalls geweint haben, so dass sich seine Tränen mit dem Wasser des Wasserfalls mischten.
Eine andere Erklärung des Namens ist, dass der Fall bei größeren Wassermassen einen Wassernebel erzeuge, der an einen Brautschleier erinnere.